# Mezzosopran
Mezzosopran (tal. mezzo = srednji + sopran) u pjevanju je ženski ili dječji glas srednje visine, koji se po tonskom opsegu (uglavnom od a do f2) svrstava između soprana i alta. 
Mezzosopran je tamnije boje nego sopran, ali izražajniji poput alta. Kastrat koji je u prošlosti pjevao u opsegu mezzosoprana je bio poznat pod nazivom mezzosopranski kastrat. Mezzosopran je među ženskim glasovima analogan baritonu kod muških, a dijeli se (slično kao i drugi pjevački glasovi) na lirski i dramski mezzosopran.
Glavne ženske operne uloge su u pravilu namijenjene sopranskom glasu, dok mezzosopran pjeva drugu ulogu (uz neke iznimke: glavna uloga Carmen Georgesa Bizeta u istoimenoj operi), Gioacchino Rossini: Rosina u operi Seviljski brijač, itd.) Druge ženske uloge najčešće predstavljaju čarobnice, starije ili zlobne žene, itd. Često sopranske uloge (ako ne uključuju previsoke tonove) pjevaju mezzosopranistice, s tim da ostvaruju veću puninu zvuka i dramatični naboj glazbe.

## Glasovite mezzospranske operne uloge
- Carmen (Carmen)
- Rosina (Seviljski brijač)
- Adalgisa (Norma)
- Azucena (Trubadur)
- Ulrica (Krabuljni ples)
- Perziosilla (Moć sudbine)
- Laura (La Gioconda)
- Venus (Tannhäuser)
- Brangane (Tristan i Izolda)
- Suzuki (Madama Butterfly)
- Santuzza (Cavalleria rusticana)
- Lola (Cavalleria rusticana)
- Cherubino (Figarov pir)
- Marcellina (Figarov pir)
- Dorabella (Cosi Fan Tutte)
- Oktavijan (Kavalir s ružom)
- Amneris (Aida)
- Princesa Eboli (Don Carlos)
- Dalila (Samson i Dalila)
- Skladatelj (Arijadna na Naksosu)
- Orfej (Orfej i Euridika)
- Pauline (Pikova dama)

## Slavne mezzosopranistice
- Janet Baker
- Agnes Baltsa
- Fedora Barbieri
- Cecilia Bartoli
- Teresa Berganza
- Olga Borodina
- Grace Bumbry
- Biserka Cvejić
- Annette Daniels
- Barbara Dever
- Brigitte Fassbaender
- Maria Gay
- Denyce Graves
- Monica Groop
- Marilyn Horne
- Magdalena Kožená
- Marjana Lipovšek
- Christa Ludwig
- Carla Maffioletti
- Đurđa Milinković
- Jelena Obrascova
- Anne-Sofie von Otter
- Ruža Pospiš Baldani
- Nada Puttar-Gold
- Marijana Radev
- Regina Resnik
- Giulietta Simionato
- Frederica von Stade
- Salli Terri
- Tatiana Troyanos
- Dunja Vejzović
- Shirley Verrett
- Carolyn Watkinson